# Santo Piazzese
Santo Piazzese (Palermo, 1948) è uno scrittore italiano, autore di romanzi pubblicati da Sellerio Editore.

## Biografia
Nasce a Palermo nel 1948 dove si è laureato in biologia e ha lavorato come ricercatore presso l'Università di Palermo fino alla pensione, e per questo si definisce un biologo prestato alla scrittura. Si dedica alla narrativa e nel 1996 pubblica il suo primo romanzo, I delitti di via Medina-Sidonia; il libro viene pubblicato dalla Sellerio in Italia e da Fleuve Noir nel 1998 in Francia. Il suo primo romanzo gli frutta il primo premio al Festival del Primo Romanzo a Torino e il primo premio del Festival du Premier Roman a Chambéry. Oltre ai libri pubblica anche molti brevi racconti pubblicati in Francia. 
Collabora anche con il quotidiano La Repubblica e con numerose riviste italiane e straniere. Esordisce nel 2000 come autore radiofonico, con un radiodocumentario in cinque puntate trasmesso dalla RAI e dedicato ad alcuni siti della Sicilia antica.

## Produzione letteraria
I primi tre romanzi sono dei noir ambientati a Palermo, in cui l'elemento geografico è particolarmente importante, in quanto decisamente impregnati dell'atmosfera tipica della città di cui offrono, peraltro, uno spaccato molto interessante e lontano dai cliché siciliani solitamente esportati dal cinema e dalla letteratura.
Pur essendo infatti di genere noir, e dunque legati in qualche modo alla criminalità, i romanzi di Piazzese non raccontano storie di mafia, che tuttavia entra nella trama di uno dei romanzi, Il soffio della valanga, in quanto è l'omicidio di un capomafia e di una persona che era con lui a dare l'avvio alle indagini e lo spunto per la narrazione.
Le prime due opere di Santo Piazzese hanno come protagonista Lorenzo La Marca, un professore di biologia che si trova a indagare prima su un traffico internazionale che coinvolge l'ambiente scientifico palermitano, poi sulla misteriosa vita di M.Laurent, padre di un'amica francese del protagonista. Sono caratterizzate da uno stile particolarmente ironico e brillante che rispecchia il carattere del protagonista come creato dalla penna di Piazzese.
Nel terzo romanzo, invece, muta completamente lo stile. Protagonista è qui un comprimario dei due precedenti scritti, il Commissario Spotorno, personaggio introverso e taciturno, il cui carattere, anche in questo caso, impregna l'intero impianto del romanzo, dando vita a un'opera completamente diversa dalle precedenti due, e testimoniando una grandissima forza narrativa dello scrittore. In un passaggio dell'opera, pag. 98 de La doppia vita di M.Laurent, il protagonista parla al telefono con un collega di Vigata, evidentemente il Commissario Montalbano, personaggio creato dalla penna di Andrea Camilleri. La citazione rivela una grande ammirazione per il decano dei giallisti siciliani, e un rispetto per chi tra i primi, nel filone inaugurato da Leonardo Sciascia, ha fatto della Sicilia la protagonista dei propri romanzi.
Gli episodi narrati in questo libro sono temporalmente paralleli a quelli del primo romanzo, I delitti di via Medina-Sidonia. Con Il soffio della valanga Piazzese ha vinto il Premio Fedeli nel 2002 e il Premio Bergamo nel 2003.
Nel 2010 lo scrittore annuncia la pubblicazione del suo quarto romanzo prevista per l'anno successivo.
Il 2013 vede la pubblicazione della quarta opera di Piazzese. A differenza dei lavori che lo precedono, Blues di mezz'autunno non ha come ambientazione il capoluogo siciliano e si discosta dai moduli investigativi. Il romanzo costituisce la rievocazione nostalgica del periodo pre-laurea del protagonista Lorenzo La Marca, universitario che per ragioni di studio si imbatte in una comunità isolana di personaggi culturalmente a lui affini con cui condividerà momenti di leggerezza e una rivelazione temuta e sconvolgente.

## Opere

### Romanzi
- I delitti di via Medina-Sidonia, Palermo, Sellerio, 1996.
- La doppia vita di M. Laurent, Palermo, Sellerio, 1998.
- Il soffio della valanga, Palermo, Sellerio, 2002.
- Blues di mezz'autunno, Palermo, Sellerio, 2013.

#### Raccolte di romanzi
- Trilogia di Palermo, Collana Galleria n.7, Palermo, Sellerio, 2009, ISBN 978-88-389-2393-7. [contiene i primi 3 romanzi]

### Raccolte di racconti
- Sei casi per Lorenzo La Marca, Collana La memoria n.1279, Palermo, Sellerio, 2023, ISBN 978-88-389-4566-3.